# Pusht Rod (huyện)
Pusht Rod là một huyện thuộc tỉnh Farah, Afghanistan. Dân số thời điểm năm 1999 là 32,263 người.